# Luka nad Jihlavou
Luka nad Jihlavou è un comune mercato della Repubblica Ceca facente parte del distretto di Jihlava, nella regione di Vysočina.